# Borutta
Borutta (Boruta en sarde) est une commune italienne de la province de Sassari dans la région Sardaigne en Italie.

## Géographie

### Communes limitrophes
Les communes attenantes à Borutta sont : Bessude, Bonnanaro, Cheremule, Thiesi, Torralba.

## Administration
| Période                                  | Période | Identité | Étiquette | Qualité |
| ---------------------------------------- | ------- | -------- | --------- | ------- |
|                                          |         |          |           |         |
| Les données manquantes sont à compléter. |         |          |           |         |

## Évolution démographique
Habitants recensés

## Culture
Les principaux monuments religieux de la commune sont :
- L'église San Pietro di Sorres (it) datant du XIIe siècle ;
- L'oratoire Santa Croce (it) datant du XIIe siècle ;
- L'église Santa Maria Maddalena (it) datant du XVIIIe siècle.

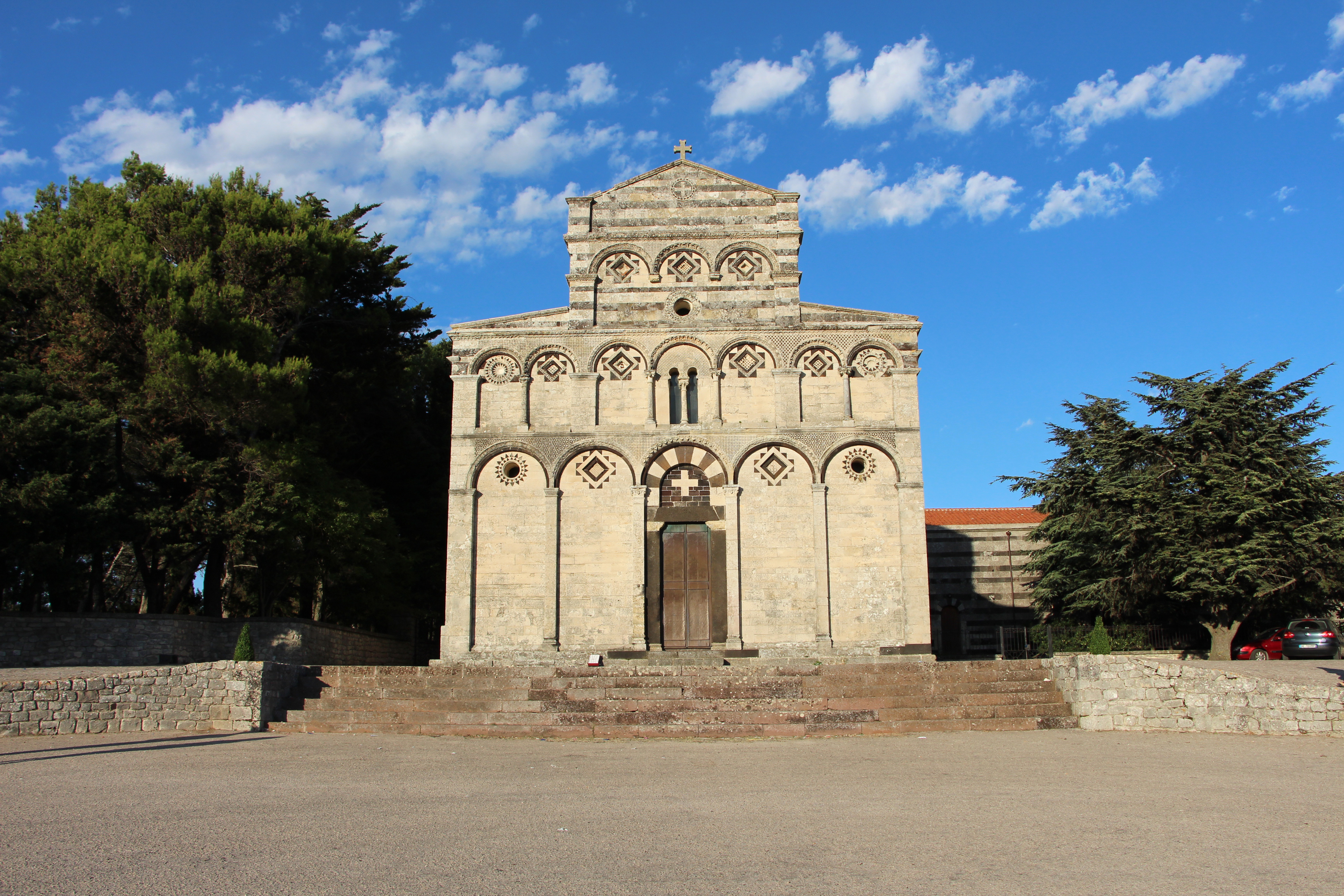
L'église San Pietro di Sorres
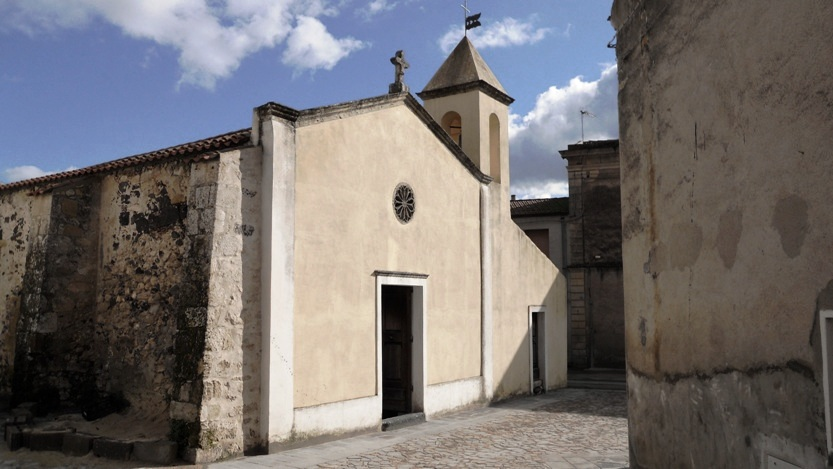
L'oratoire Santa Croce.
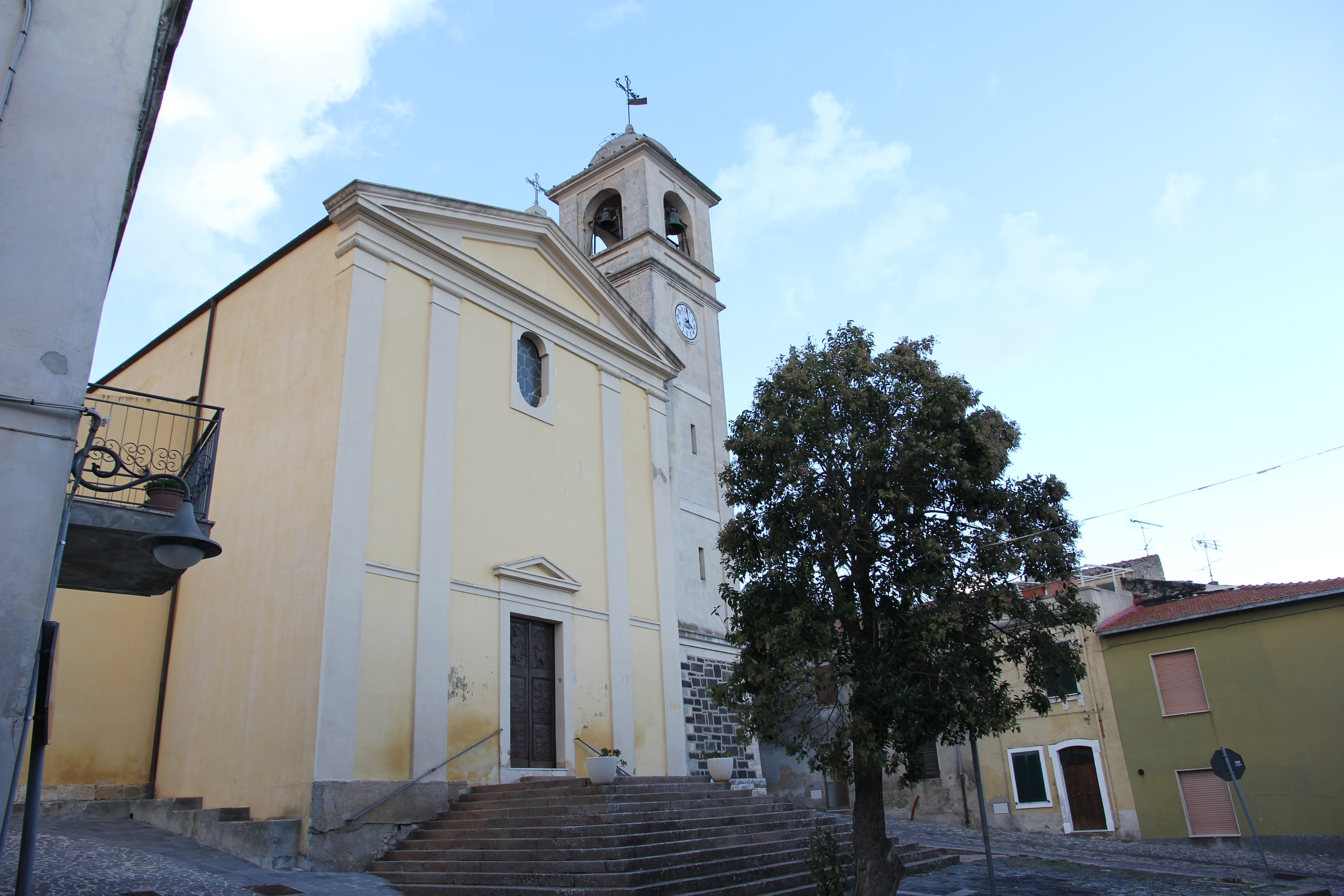
L'église Santa Maria Maddalena.